# Tale of the Nine Tailed
Tale of the Nine Tailed 1938
Tale of the Nine Tailed (hangeul : 구미호뎐 ; RR : Gumihodyeon ; MR : Kumihodyŏn) est une série télévisée fantastique sud-coréenne. Scénarisée par Han Woo-ri et développée par Studio Dragon, elle est diffusée d'octobre à décembre 2020 sur tvN. Elle a pour acteurs principaux Lee Dong-wook, Jo Bo-ah et Kim Bum. Une suite, Tale of the Nine Tailed 1938, est sortie en 2023.

## Résumé
Lee Yeon est un Gumiho, un être surnaturel doté de grands pouvoirs, habile, futé et quasi immortel. Investi d'une mission sacrée, il traverse les siècles. Dans la Corée du Sud contemporaine, il consacre son quotidien à traquer les créatures magiques susceptibles de nuire aux humains...
Parmi elles, son demi-frère, Lee Rang. Mi-Gumiho, mi-humain, ce dernier prend un malin plaisir à persécuter les mortels et provoquer Yeon.
Lorsque les deux frères croisent la route de Nam Ji-ah, une productrice travaillant sur les mythes urbains, le passé des Lee ressurgit.
Les créatures magiques seraient-elles liées à la disparition des parents de la jeune femme, il y a des années ? Quel lien existe-t-il entre Ji-ah et Yeon ? Quelles raisons poussent Rang à haïr son aîné ? Alors que Ji-ah mène l'enquête, elle se retrouve confrontée à un univers et des enjeux qui la dépassent.

## Distribution

### Personnages principaux
- Lee Dong-wook : Lee Yeon ; Gumiho, il est l'ancien esprit de la montagne et gardien de Baekdudaegan. Amant d'Ah-eum / Ji-ah et demi-frère de Lee Rang.

- Jo Bo-ah : Nam Ji-ah / Yi Ah-eum / Imoogi ; Productrice pour la chaîne TVC, Ji-ah est la réincarnation de Ah-eum, l'âme-sœur de Lee Yeon disparue dans des conditions tragiques.
  - Park Da-yeon : Ji-ah / Ah-eum jeune

- Kim Bum : Lee Rang ; Mi-Gumiho mi-humain, il est le frère cadet de Lee Yeon pour lequel il entretient des sentiments contradictoires.
  - Lee Joo-won : Lee Rang jeune

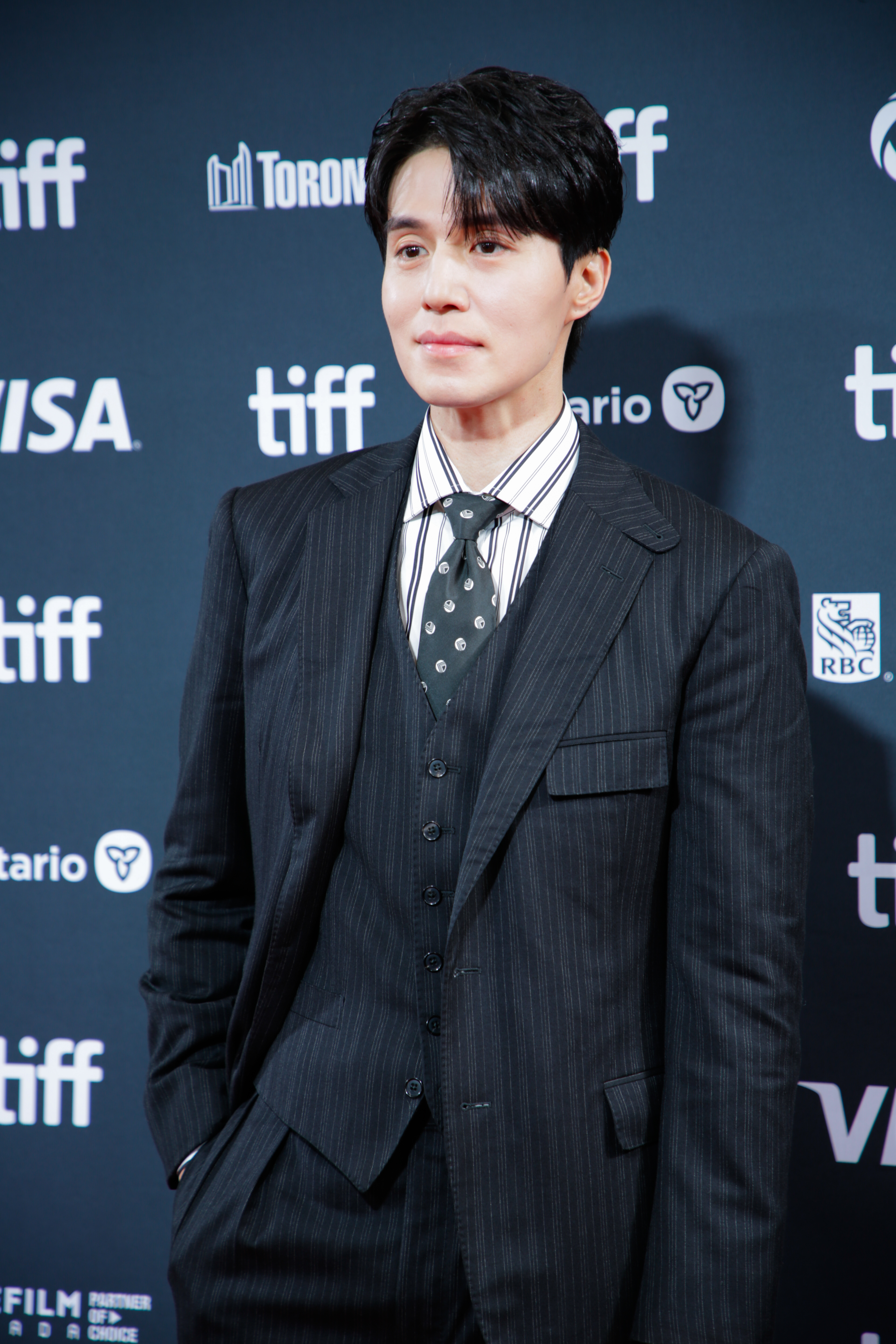
Lee Dong-wook : Lee Yeon, le Renard à neuf queues du titre.
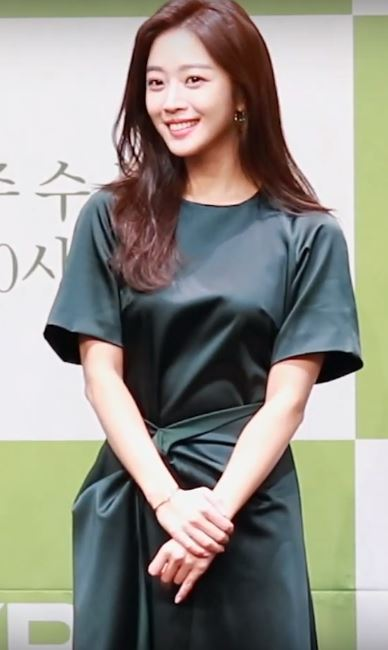
Jo Bo-ah : Nam Ji-ah / Yi Ah-eum, l'âme-sœur de Yeon.
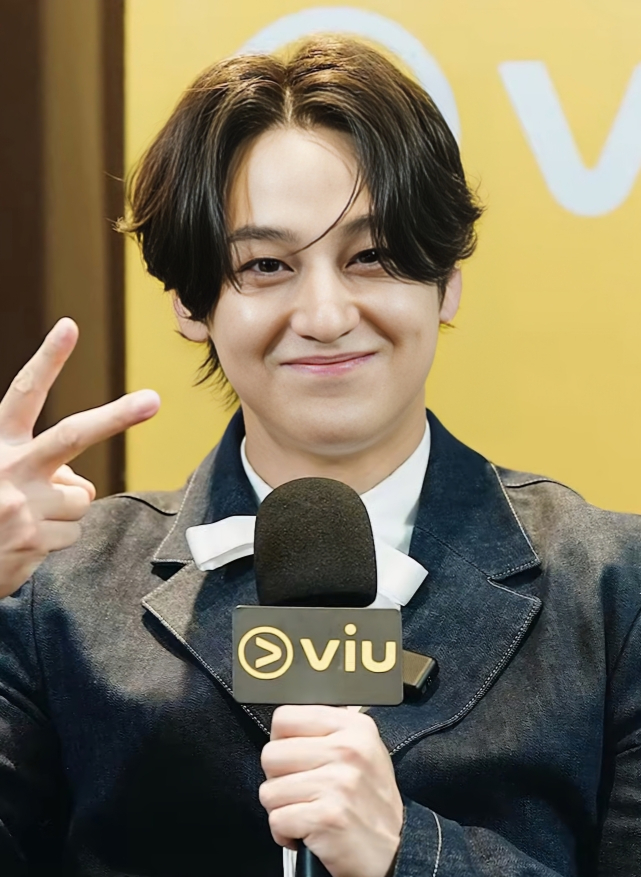
Kim Bum : Lee Rang : Mi-Gumiho mi-humain, le cadet turbulent de Yeon.

### Personnages secondaires

#### Êtres mythiques autour de Lee Yeon
- Kim Jung-nan : Taluipa ; Sœur cadette du roi Yeomra (souverain suprême des Enfers) et épouse de Hyunuiong.

- Ahn Gil-kang : Hyunuiong ; Gardien de la rivière Samdo, époux de Taluipa.

- Hwang Hee : Goo Shin-joo ; Gumiho, sujet et ami fidèle de Lee Yeon.

- Kim Soo-jin : La Mariée Escargot / Bok Hye-ja.

#### Êtres mythiques autour de Lee Rang
- Kim Yong-ji : Ki Yu-ri ; Gumiho, fidèle complice de Lee Rang.

- Lee Tae-ri : Imoogi / Lee Ryong / Terry adulte ; Serpent à forme humaine, ennemi juré de Lee Yeon.
  - Kim Tae-yul : Imoogi jeune

- Jung Si-yul : Kim Soo-oh ; Chiot noir élevé par Lee Rang sous le nom de Geomdung. Il s'est réincarné en un jeune garçon qui sera par la suite adopté par Rang.

#### Les gens autour de Nam Ji-ah
- Um Hyo-sup : Kwon Hae-ryong ; PDG de la chaîne TVC, mystérieux serviteur de l'Imoogi.

- Jung Yi-seo : Kim Sae-rom ; Rédactrice à la chaîne TVC et coéquipière de Ji-ah. Dans sa vie passée, elle était la servante d'Ah-eum durant son exil.

- Kim Kang-min : Pyo Jae-hwan ; Assistant pour la chaîne TVC et coéquipier de Ji-ah. Dans sa vie antérieure, il était l'eunuque personnel d'Ah-eum pendant son exil.

- Joo Suk-tae : Choi Tae-suk ; Chef de l'équipe composée par Nam Ji-ah, Kim Sae-rom et Pyo Jae-hwan, il courtise Bok Hye-ja. Il se révèle être la réincarnation du défunt mari de cette dernière.

- Kim Hee-jung : Lee Young-sun ; La mère de Nam Ji-ah, médecin.

- Song Young-kyu : Nam Jong-soo ; Le père de Nam Ji-ah, professeur.

#### Autres êtres mythiques
- Shim So-young : L'Esprit des Ténèbres, partenaire de l'Imoogi.
- Woo Hyun : Yeou Gogae ; Jangseung, un mystérieux vieil ivrogne borgne.
- Son Woo-hyeon : Jung Hyun-woo, agent de sécurité pour la chaîne TVC dont la véritable forme est un Bulgasari[1].
- Lee Kyu-hyung : Le Gouverneur / Ours de la Lune, ancien esprit de la montagne et meilleur ami de Lee Yeon.
- Lim Ki-hong : Le roi Odo Jeollyun, dixième et dernier juge de l'au-delà, responsable de l'Enfer, des Ténèbres et de la réincarnation.

#### Île d'Eohwa
- Kim Young-sun : la chamane.
- Maeng Bong-hak : Seo Ki-chang ; Père de Seo Pyung-hee.
- Do Yun-jin : Seo Pyung-hee ; Fille de Seo Ki-chang.
- Ji Heon-il : Jin-sik ; Un pêcheur.

## Accueil

### Accueil en Corée Sud

#### Audiences
| Episode | Date de diffusion originale | Audiences recensées (Nielsen Korea) | Audiences recensées (Nielsen Korea) |
| Episode | Date de diffusion originale | Nationales                          | Dans la Région de Séoul             |
| --- | --------------------------- | ----------------------------------- | ----------------------------------- |
| 1 | 7 octobre 2020              | 5.804% (1er)                        | 6.479% (1er)                        |
| 2 | 8 octobre 2020              | 5.557% (1er)                        | 6.222% (1er)                        |
| 3 | 14 octobre 2020             | 5.588% (1er)                        | 5.988% (1er)                        |
| 4 | 15 octobre 2020             | 5.511% (1er)                        | 6.075% (1er)                        |
| 5 | 21 octobre 2020             | 5.100% (1er)                        | 5.352% (1er)                        |
| 6 | 22 octobre 2020             | 4.962% (1er)                        | 5.800% (1er)                        |
| 7 | 28 octobre 2020             | 4.789% (1er)                        | 5.433% (1er)                        |
| 8 | 29 octobre 2020             | 5.137% (1er)                        | 5.666% (1er)                        |
| 9 | 4 novembre 2020             | 5.115% (1er)                        | 5.623% (1er)                        |
| 10 | 5 novembre 2020             | 4.474% (1er)                        | 4.776% (1er)                        |
| 11 | 11 novembre 2020            | 4.863% (1er)                        | 5.010% (1er)                        |
| 12 | 12 novembre 2020            | 5.318% (1er)                        | 5.828% (1er)                        |
| 13 | 25 novembre 2020            | 5.195% (1er)                        | 6.275% (1er)                        |
| 14 | 26 novembre 2020            | 5.160% (1er)                        | 5.923% (1er)                        |
| 15 | 2 décembre 2020             | 5.224% (1er)                        | 6.082% (1er)                        |
| 16 | 3 décembre 2020             | 5.785% (1er)                        | 6.436% (1er)                        |
| Moyenne | Moyenne                     | 5.286%                              | 5.810%                              |
| - Dans le tableau ci-dessus, les chiffres en bleu indiquent les audiences les plus basses et les chiffres en rouge représentent les audiences les plus hautes. - Cette série a été diffusée sur une chaîne câblée/payante qui a normalement une audience relativement plus petite par rapport à la télévision gratuite/chaîne publique (KBS, SBS, MBC et EBS). |                             |                                     |                                     |